# ثنية العابد
ثنية العابد بلدية ودائرة في ولاية باتنة بالجزائر.

## أعلام
- عمر دردور